# Operation White Star

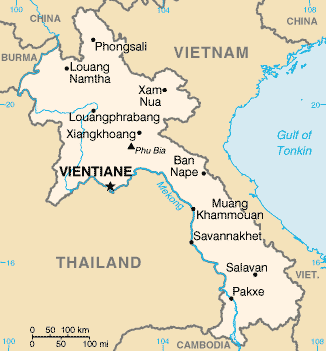
Laos

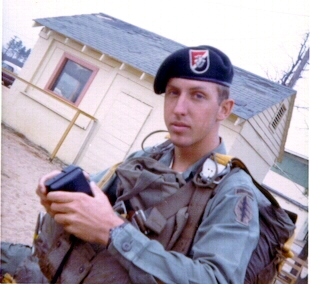
Soldat der 6th Special Forces Group und Teilnehmer an der CIA-Operation Project 404 1970

Die Operation White Star war eine Kommandooperation der US Army in Laos in den Jahren 1959 bis 1962. Ziel war die Ausbildung der Laotischen Armee und später auch Angehörigen der indigenen Mẹo in Anti-Guerilla-Taktik für den Kampf gegen die kommunistischen Pathet Lao.

## Die Operation
Der Einsatz begann im Juli 1959 als „Operation Hotfoot“ mit der Abordnung von 107 Special Forces der 77. Special Forces Group unter dem Kommando von Lieutenant Colonel Arthur „Bull“ Simons. Die Ausbilder traten zunächst als Zivilisten auf. Im September begann das Training von anfangs 1138 laotischen Soldaten. Ab 1961, als die USA begann, die laotische Regierung offen mit Militärhilfe zu unterstützen, trugen die Special Forces Uniform und die Operation wurde in White Star umbenannt. Die Zahl der Special Forces stieg im Verlauf des Einsatzes auf 433 an. Nach der Erklärung der Laotischen Neutralität im Juli 1962 wurde die Operation White Star offiziell beendet. Die CIA setzte allerdings die später in „Project 404“ umbenannte Mission bis 1973 fort.